# Fehérszárnyú papagáj
A fehérszárnyú papagáj (Brotogeris versicolurus) a madarak osztályának papagájalakúak (Psittaciformes) rendjébe és a papagájfélék (Psittacidae) családjába tartozó faj.

## Rendszerezése
A fajt Philipp Ludwig Statius Müller német ornitológus írta le 1776-ban, a Psittacus nembe Psittacus versicolurus néven.

## Előfordulása
Az Amazonas-folyó medencéjében, Bolívia, Brazília, Ecuador, Francia Guyana, Kolumbia, Peru és Suriname területén honos, de az Amerikai Egyesült Államokban és Puerto Ricoban is előfordul. 
Természetes élőhelyei a szubtrópusi és trópusi síkvidéki esőerdők és mocsári erdők. Állandó, nem vonuló faj.

## Megjelenése
Testhossza 22 centiméter, testtömege 52–68 gramm. Tollazata nagyrészt zöld, szárnyán egy sárga folt található és még fehér foltok vannak, amik inkább csak a repülő madárnál láthatóak. 

## Életmódja
Magvakkal és gyümölcsökkel táplálkozik.

## Természetvédelmi helyzete
Az elterjedési területe rendkívül nagy, egyedszáma pedig stabil. A Természetvédelmi Világszövetség Vörös listáján nem fenyegetett fajként szerepel.

## Külső hivatkozások
- Képek az interneten a fajról
- Xeno-canto.org - a faj hangja és elterjedési területe